# Antoine Tomé chante Ronsard & Apollinaire
 (août 2016).
Albums de Antoine Tomé
Éternité
(1990) Voyage…
(1999)
Antoine Tomé chante Ronsard & Apollinaire est un album d'Antoine Tomé paru en 1991. Comme son titre l'indique, l'album est une compilation de poèmes de Pierre de Ronsard et de Guillaume Apollinaire. Il ne s'agit toutefois pas de la première fois qu'Antoine Tomé met des poèmes en musique, ayant enregistré le poème Je ne saurais aimer autre que vous de Pierre de Ronsard en 1982 qu'il réenregistre d'ailleurs dans cet album.
D'abord simple autoproduction à la distribution limitée au format cassette audio, l'album est progressivement réédité sur les plates-formes de téléchargement numérique ainsi que mis en vente sur le site internet d'Antoine Tomé au format CD.

## Liste des titres
Tous les poèmes sont mis en musique par Antoine Tomé.
| No  | Titre                              | Auteur                | Durée |
| --- | ---------------------------------- | --------------------- | ----- |
| 1.  | Cor de chasse                      | Guillaume Apollinaire | 3:56  |
| 2.  | Ode à Cassandre                    | Pierre de Ronsard     | 3:13  |
| 3.  | Sous le pont Mirabeau              | Guillaume Apollinaire | 3:45  |
| 4.  | Mignonne levez-vous                | Pierre de Ronsard     | 2:45  |
| 5.  | Ô ma jeunesse abandonnée           | Guillaume Apollinaire | 4:24  |
| 6.  | Je ne saurais aimer autre que vous | Pierre de Ronsard     | 4:10  |
| 7.  | Marizibil                          | Guillaume Apollinaire | 3:05  |
| 8.  | Chanson pour la mort de Marie      | Pierre de Ronsard     | 5:59  |
| 9.  | Rosemonde                          | Guillaume Apollinaire | 2:52  |
| 10. | Il faut quitter maison…            | Pierre de Ronsard     | 4:44  |